# Karl Pisa
Karl Pisa (* 26. März 1924 in Wien; † 26. Oktober 2015) war ein österreichischer Journalist, Buchautor und Politiker der Österreichischen Volkspartei (ÖVP).

## Leben
Von 1961 bis 1967 war er Bundespressereferent der ÖVP, dann kurze Zeit Leiter der Abteilung Politik und Zeitgeschichte im soeben von Gerd Bacher mit dem Ziel einer Rundfunkreform übernommenen ORF, der staatlichen Hörfunk- und Fernsehanstalt. Vom 19. Jänner 1968 bis 2. Juni 1969 gehörte er, im Zuge einer größeren Regierungsumbildung (neuer Vizekanzler, vier neue Minister) bestellt, der Bundesregierung Klaus II als Informations-Staatssekretär im Bundeskanzleramt an.

## Werke (Auswahl)
- Österreich, sein Weg nach Europa, 1958.
- Julius Raab, Verantwortung für Österreich, 1961.
- Alexis de Tocqueville: Prophet des Massenzeitalters. Eine Biographie, Deutsche Verlagsanstalt, Stuttgart 1984, ISBN 3-421-06178-5
- Österreich – das Land der begrenzten Unmöglichkeiten, Deutsche Verlagsanstalt, Stuttgart 1985, ISBN 3-421-06292-7.
- Ideen für Österreich: 50 Jahre Österreichische Volkspartei, Verlag NÖ Pressehaus, St. Pölten 1995, ISBN 3-85326-032-2.
- Ideen, Taten, Zukunftsziele: 50 Jahre Wirtschaftsbund, Österr. Wirtschaftsbund, Wien 1995, ISBN 3-900-63102-6.
- 1945 – Geburt der Zukunft, Edition Steinbauer, Wien 2005, ISBN 3-902494-01-8.